# Nino Martini
Pour les articles homonymes, voir Martini.
Répertoire
- Il barbiere di Siviglia : Le comte Almaviva
- La Bohème : Rodolfo
- Faust : rôle-titre
- Madame Butterfly : Pinkerton
- Rigoletto : Le duc de Mantoue
- La traviata : Alfredo
...
Scènes principales
Metropolitan Opera (New York)
La Scala Opera (Philadelphie) ...
Nino Martini est un ténor d'opéra italien (occasionnellement acteur), né le 7 août 1902 à Vérone (Vénétie), ville où il est mort le 10 décembre 1976.

## Biographie
Nino Martini étudie le chant avec la soprano véronaise Lucia Crestoni (1886-1972) de 1922 à 1925, puis avec le ténor Giovanni Zenatello (1876-1949) et sa compagne, la mezzo-soprano Maria Gay (1879-1943). Après une première prestation publique dans sa ville natale en 1925, il débute à l'opéra en 1927 à Treviglio, dans Rigoletto de Giuseppe Verdi, où il chante le rôle du duc de Mantoue. L'année suivante (1928), à Milan, il est Arturo dans I puritani de Vincenzo Bellini. 
Outre l'Italie, il chante également dans plusieurs villes européennes (ex. : Londres, Monte-Carlo) jusqu'en 1929, année où il rencontre le producteur de cinéma américain Jesse L. Lasky, lors d'un concert à Paris. Le fondateur de la Paramount l'encourageant à s'orienter vers le cinéma, il signe alors un contrat avec ce studio et part aux États-Unis la même année.
Nino Martini apparaît d'abord dans Moonlight and Romance (court métrage musical) et Paramount on Parade — les versions espagnole et française, son rôle étant coupé au montage dans la version américaine —. Il retrouve Jesse L. Lasky (désormais producteur indépendant après son éviction de la Paramount) pour trois autres films musicaux américains, Here's to Romance d'Alfred E. Green (Fox, 1935, avec Anita Louise), Le Joyeux Bandit de Rouben Mamoulian (Lasky-Pickford, 1936, avec Ida Lupino), et enfin Music for Madame de John G. Blystone (RKO, 1937, avec Joan Fontaine). Par la suite, il ne revient au cinéma qu'à l'occasion du film musical britannique One Night with You (en) de Terence Young, avec Patricia Roc, sorti en 1948. 
Dans son pays d'adoption (il fera toutefois des incursions en Europe, notamment pendant la guerre), Nino Martini poursuit sa carrière de chanteur classique et débute en 1931 à la radio, où il se produira souvent par la suite. En 1932, à Philadelphie, il retrouve l'opéra avec le duc de Mantoue dans Rigoletto, puis Nadir dans Les Pêcheurs de perles de Georges Bizet.
Le 28 décembre 1933, à nouveau avec le duc de Mantoue dans Rigoletto (aux côtés de Giuseppe De Luca, Ezio Pinza et Lily Pons), il débute au Metropolitan Opera — abrégé 'Met' — de New York, où il chante régulièrement durant une douzaine d'années. Son dernier rôle au Met, le 20 avril 1946, est celui du comte Almaviva dans Il barbiere di Siviglia de Gioachino Rossini (rôle qu'il y tient 18 fois, la première en 1939, avec Bidu Sayão et Ezio Pinza, sous la direction musicale de Gennaro Papi).
Entretemps, toujours au Met (outre de nombreux concerts), il personnifie entre autres Rodolfo dans La Bohème de Giacomo Puccini (23 fois de 1934 à 1945, la première avec Lucrezia Bori et Lawrence Tibbett), et Alfredo dans La traviata de Giuseppe Verdi (15 fois de 1934 à 1944, la première avec Lucrezia Bori en Violetta, sous la direction musicale de Tullio Serafin).
En dehors du Met, Nino Martini est notamment Faust dans l'opéra éponyme de Charles Gounod (ex. : en 1945 à Philadelphie), ou encore Pinkerton dans Madame Butterfly de Giacomo Puccini (ex. : en 1946 à Détroit, avec Dorothy Kirsten en Cio-Cio-San). 
Il se retire en 1952 et la même année, retourne définitivement dans sa ville natale de Vérone (qu'il avait déjà retrouvée avec Madama Butterfly en 1950), où il meurt d'une crise cardiaque en 1976.

## Répertoire lyrique (sélection)

### Au Met
- 1933 : Rigoletto, musique de Giuseppe Verdi, avec Giuseppe De Luca, Ezio Pinza, Lily Pons, direction musicale Vincenzo Bellezza (rôle du duc de Mantoue, interprété 5 fois jusqu'en 1935)
- 1934 : Lucia di Lammermoor, musique de Gaetano Donizetti, avec Lily Pons, Giuseppe De Luca, Léon Rothier, direction musicale Vincenzo Bellezza (rôle d’Edgardo, interprété 11 fois jusqu'en 1940)
- 1934 : Gianni Schicchi, musique de Giacomo Puccini, avec Giuseppe De Luca, Ezio Pinza, direction musicale Vincenzo Bellezza (rôle de Rinuccio, interprété 8 fois jusqu'en 1944)
- 1934 : La traviata, musique de Giuseppe Verdi, avec Lucrezia Bori, Richard Bonelli (en), direction musicale Tullio Serafin (rôle d’Alfredo, interprété 15 fois jusqu'en 1944)
- 1934 : La Bohème, musique de Giacomo Puccini, avec Lucrezia Bori, Lawrence Tibbett, direction musicale Vincenzo Bellezza (rôle de Rodolfo, interprété 23 fois jusqu'en 1945)
- 1935 : Linda di Chamounix, musique de Gaetano Donizetti, avec Lily Pons, Giuseppe De Luca, direction musicale Ettore Panizza (en) (rôle de Carlo, interprété une fois)
- 1936 : La rondine, musique de Giacomo Puccini, avec Lucrezia Bori, direction musicale Ettore Panizza (rôle de Ruggero, interprété 3 fois cette même année)
- 1939 : Il barbiere di Siviglia, musique de Gioachino Rossini, avec Bidu Sayão, Ezio Pinza, direction musicale Gennaro Papi (rôle du comte Almaviva, interprété 18 fois jusqu'en 1946)
- 1940 : Don Pasquale, musique de Gaetano Donizetti, avec Bidu Sayão, Salvatore Baccaloni, Frank Valentino (en), direction musicale Gennaro Papi (rôle d’Ernesto, interprété 4 fois jusqu'en 1946)

### Autres scènes
- 1927 : Rigoletto, musique de Giuseppe Verdi (rôle du duc de Mantoue, à Treviglio)
- 1928 : I puritani, musique de Vincenzo Bellini (rôle d’Arturo, à Milan)
- 1932 : Rigoletto, musique de Giuseppe Verdi, direction musicale Cesare Sodero (rôle du duc de Mantoue, à Philadelphie)
- 1932 : Les Pêcheurs de perles, musique de Georges Bizet, direction musicale Sylvan Levin (en) (rôle de Nadir, à Philadelphie)
- 1945 : Faust, musique de Charles Gounod, avec Vivian Della Chiesa (en), direction musicale Giuseppe Bamboschek (en) (rôle-titre, à Philadelphie)
- 1946 : Madame Butterfly, musique de Giacomo Puccini, avec Dorothy Kirsten, Richard Bonelli (en), direction musicale Giuseppe Bamboschek (rôle de Pinkerton, à Détroit)
- 1947 : La traviata, musique de Giuseppe Verdi, avec Enzo Mascherini, direction musicale Giuseppe Bamboschek (rôle d’Alfredo, à Détroit)
- 1948 : Madame Butterfly, musique de Giacomo Puccini, avec Richard Bonelli, direction musicale Giuseppe Bamboschek (rôle de Pinkerton, à Philadelphie)
- 1949 : La Bohème, musique de Giacomo Puccini, direction musicale Giuseppe Bamboschek (rôle de Rodolfo, à Philadelphie)
- 1950 : Madame Butterfly, musique de Giacomo Puccini (rôle de Pinkerton, à Vérone)

## Filmographie complète

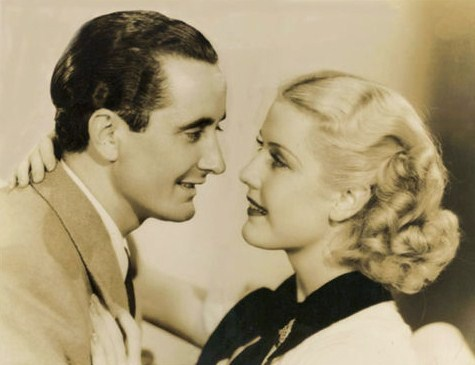
Avec Anita Louise, dans Here's to Romance (1935, photo promotionnelle)

(films américains, sauf mention contraire)
- 1930 : Moonlight and Romance de Victor Heerman (court métrage)
- 1930 : Galas de la Paramount de Dorothy Arzner, Otto Brower et autres (version espagnole de Paramount on Parade)
- 1930 : Paramount en parade de Charles de Rochefort (version française de Paramount on Parade)
- 1935 : Le Mirage de l'amour (Here's to Romance) de Alfred E. Green
- 1936 : Le Joyeux Bandit (The Gay Desperado) de Rouben Mamoulian
- 1937 : Musique pour madame, de John G. Blystone
- 1948 : One Night with You de Terence Young (film britannique)